# 쿠피얀스크군

하르키우주 지도에 표시된 쿠피얀스크군의 위치

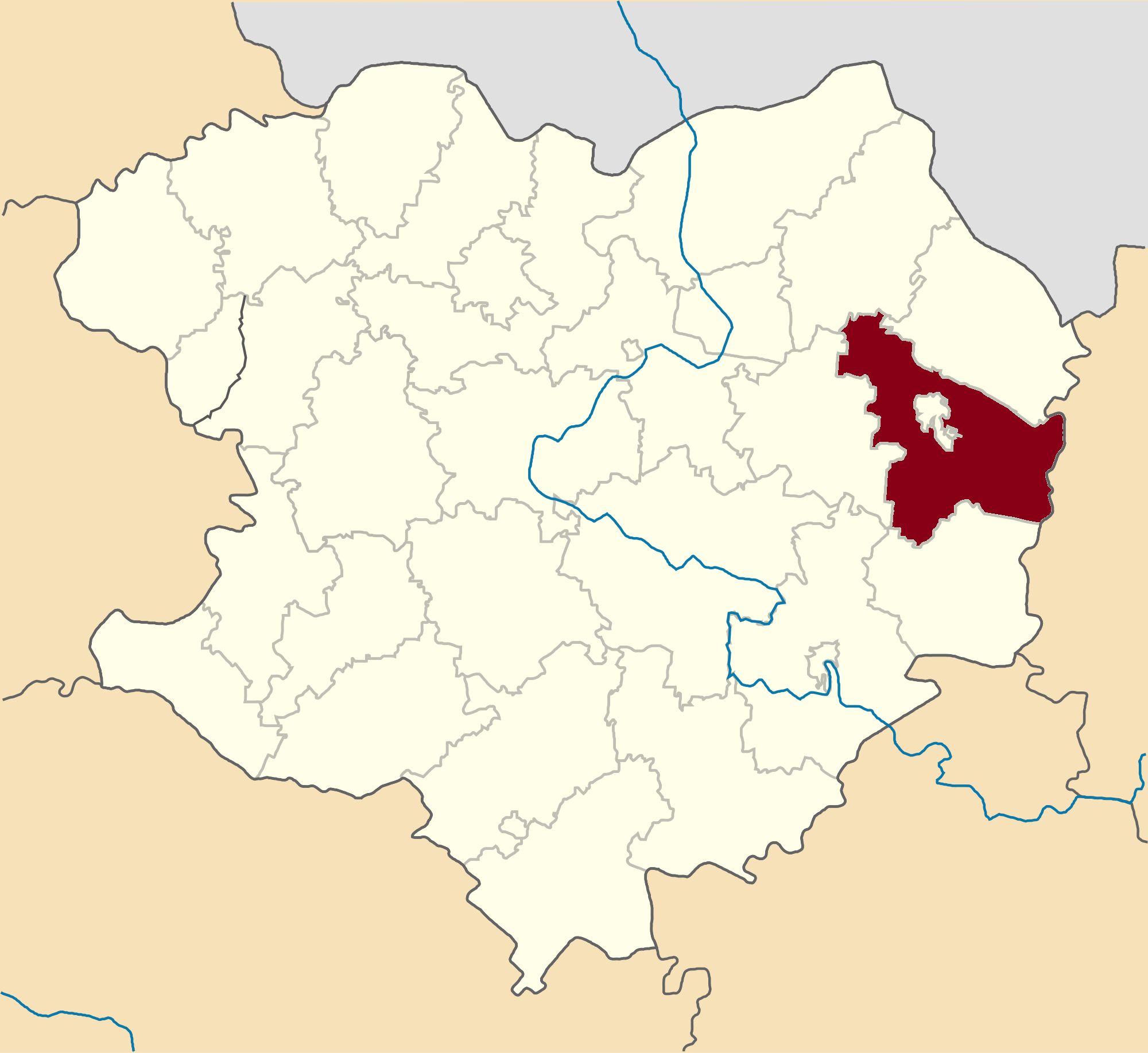
하르키우주 지도에 표시된 쿠피얀스크군의 위치 (2020년 이전)

쿠피얀스크군(우크라이나어: Куп'янський район)은 하르키우주에 위치한 우크라이나의 군이다. 군청 소재지는 쿠피얀스크이며 인구 수는 2021년 추산 133,135명이다. 러시아 연방 경계에서 남쪽으로 약 40킬로미터, 하르키우에서 동쪽으로 약 120킬로미터 지점에 위치해 있다.

## 저명한 출신
- 엘리 메치니코프: 미생물학자
- 블라디미르 두진체프: 우크라이나 태생의 러시아 작가